# Grote Prijs Rik Van Looy 2024
De zesde editie van de wielerwedstrijd Grote Prijs Rik Van Looy vond plaats op 7 september 2024. De wedstrijd startte in Westerlo en finishte 181,1 kilometer later in Herentals. De wedstrijd maakte deel uit van de UCI Europe Tour, met de categorie 1.2. De Belg Simon Dehairs won na een massasprint, voor de eveneens Belgische Davide Bomboi en Tim Torn Teutenberg uit Duitsland.

## Uitslag
| Plaats  | Naam                      | Ploeg                      | Tijd     |
| ------- | ------------------------- | -------------------------- | -------- |
| Winnaar | Simon Dehairs             | Alpecin-Deceuninck Dev.    | 3u59'43" |
| 2       | Davide Bomboi             | TDT-Unibet                 | z.t.     |
| 3       | Tim Torn Teutenberg       | Lidl-Trek Future           | z.t.     |
| 4       | Niklas Behrens            | Lidl-Trek Future           | + 3"     |
| 5       | Morten Nørtoft            | Visma \| Lease a Bike Dev. | z.t.     |
| 6       | Thimo Willems             | VolkerWessels              | z.t.     |
| 7       | Juan David Sierra         | Tudor U23                  | z.t.     |
| 8       | Victor Hannes             | Wanty-ReUz-Technord        | z.t.     |
| 9       | Zeno Moonen               | Wanty-ReUz-Technord        | z.t.     |
| 10      | Daan van Sintmaartensdijk | BEAT                       | z.t.     |
| 11      | Liam Van Bylen            | Lotto Dstny Dev.           | z.t.     |
| 12      | Frank Aron Ragilo         | Dev. dsm-firmenich PostNL  | z.t.     |
| 13      | Alessio Delle Vedove      | Wanty-ReUz-Technord        | z.t.     |
| 14      | Lars Hohmann              | Parkhotel Valkenburg       | z.t.     |
| 15      | Lorenz Van de Wynkele     | Lotto Dstny Dev.           | z.t.     |
| 16      | Henrik Pedersen           | Uno-X Mobility Dev.        | z.t.     |
| 17      | Jarno Bellens             | Stageco                    | z.t.     |
| 18      | Rick Ottema               | Diftar                     | z.t.     |
| 19      | Daniel Årnes              | Uno-X Mobility Dev.        | z.t.     |
| 20      | Pieter Van Laer           | Bingoal WB Dev.            | z.t.     |